# القليعات
القليعات  هي قرية لبنانية من قرى قضاء عكار في محافظة الشمال. تقع في تجمع للقرى يسمى السهل في عكار. ويحدها من الشمال بلدة تل معيان ومن الجنوب حارة البحر ومن الغرب شاطئ البحر المتوسط.
ومن أهم المعالم الموجودة قلعة قليعات الأثرية وكذلك مطار القليعات العسكري. اشتهر اهلها بالزراعة ومن أهم المزروعات الحمضيات والخضار بأنواعها وكروم العنب وزراعة التنباك. تعداد السكان حوالي 3000 نسمة.